# グルーピー
グルーピーとは、もともと音楽バンドを意味する「グループ」から派生した言葉で、その相手と親密な関係（肉体関係、ときには精神的つながり）を望む女性（ときに男性）のことを指す。現在では「有名人の熱狂的ファン」という意味で使われることが多いがやや古風な言い回しである。
「ファン」や「サポーター」ではなく、侮蔑的な表現としてあえて「グルーピー」という言葉が使われることもある。英語圏では｢ミュージシャン、アーティストに会おうとする（追っかけをする）少女」と意味されている。

## 概要
グルーピーが狙いを定めた相手（ターゲット）に近づくために使う手口・方法は、その者によってさまざまである。女性であれば自分の肉体的特性を際立たたせるような服を着て相手の気を引いたり、いざとなったらその服を脱ぎ捨てることもある。
特に女性のグルーピーは、夢中になっている対象がセレブリティやロックスター、プロのスポーツ選手、政治家、その他著名人であれば、相手が妻帯者であったり、つきあっている特定の相手がいるという事実に関係なく、親密さを求める女性である場合が多い。
他にも、警察官、消防士（特に9/11以降）、軍人（こういう女性は、“Allotment Annies”や、“debs”、軍隊の追っかけなどと称されることも）や、牧師、聖職者のような、グルーピーを引き付ける男性中心の職種や職業がある。有罪判決を受けた犯人でさえ、時として注目されることもある。
グルーピーの中には、もしも他のグルーピーが特定のターゲットに焦点を絞って（そして、“レギュラー”な存在になって）いる間に、すべての有名セレブ（街にやって来るあらゆるバンド）に対して自分の体を空けておきさえすれば、そのセレブの相手になれる（つまり、その相手と結婚できるか、少なくともその人の「現地妻」になれる）かもしれない、というものさえある。
おそらく、相手の気を引くために性的な関係（をもったり、時に高価な贈り物）を喜んで与えるような、見境なくセックスをするグルーピーはほんのわずかなのだろうが、それにも関わらず、一般的な“ロックンロール・グルーピー”という認識は今でも存続しており、セックスとドラッグはいつでも簡単に手に入るという「ロックンロールのライフスタイル」のイメージを維持し続けている。
特にレッド・ツェッペリンのグルーピーとの乱交騒ぎは有名で、「ホテルの一室でグルーピーの性器にサメを差し込んだ（実際の事件ではキンメダイ）」、「バスタブにグルーピー数人とタコを入れ、グルーピーの反応を楽しんだ」など、70年代のロックンロール、そしてグルーピーの風景を表した有名なエピソードである。
しかし、レッド・ツェッペリンのロバート・プラントは当時、妻子持ちであったため乱交騒ぎの噂を一切否定している。ロバートは「俺たちはライブが終わったら、部屋で本を読んだり音楽を聴いていた。そんなくだらないことはしていない。」と発言している。

## 映画での描かれ方
グルーピーを扱った映画作品で最も有名なものは、おそらく2000年に制作されたキャメロン・クロウ監督の映画（グルーピー役の登場人物は、自分たちがグルーピーではなく、“バンド・エイド”であるとしつこく主張しているものの）『あの頃ペニー・レインと』だろう。この映画でグルーピーは以下のように定義されている。「グルーピーは、有名人と近づきたいがためにロックスターと寝る」と。のちに、ひとりの登場人物はあるグルーピーたちを目にして言う。「あの子たちは、ファンが何たるかもわかっちゃいないの。だって、取るに足らない音楽やバンドを本当に心から好きになればなるほど、苦しいものだもの」
映画『さよならゲーム(Bull Durham)』では、スーザン・サランドンが「ベースボール・アニー」という野球グルーピーにちなんだアニー役を演じた。
2002年のコメディ映画『バンガー・シスターズ』では、スーザン・サランドンとゴールディ・ホーンの両名が、70年代にLAでグルーピーだった中年女性を演じている。ふたりは、20年後にアリゾナのフェニックスで再会。その再会によって、ふたりは自分たちの過去に直面せざるをえなくなる。ホーン演じるスゼットは、相変わらずワイルドで、グルーピーだった頃の栄光について多少思い違いをしている、現在失業中のバーテンダー。サランドン演じるヴィニーは、政治的野心をもつ裕福な弁護士との結婚を機に、すっかり別人に。若い頃グルーピーだったことは家族にも知られたくないという郊外に住む奥様になっていた。
2003年の映画『スクール・オブ・ロック』の中では、ある女の子が「グルーピー」の役を与えられそうになったので頑強に拒み、「グルーピーってヤリマンじゃん! バンドマンと見れば、すぐに股を開いてさ」と言ったが、「そんなことないよ…グルーピーなんてチアリーダーみたいなもんさ」と言われるだけだった。
1986年の伝記映画『シド・アンド・ナンシー』の中では、クロエ・ウェッブが、バンドのグルーピーの一人であったナンシー・スパンゲン（セックス・ピストルズでベースを弾いていたシド・ヴィシャスの恋人になる前は、パンクバンドとロックバンドのグルーピーだった）を演じている。